# Józef Buszko
Józef Buszko (ur. 2 września 1925 w Dębicy, zm. 22 października 2003 w Krakowie) – polski historyk, wykładowca Uniwersytetu Jagiellońskiego (w latach 1978–1981 dyrektor Instytutu Historii).

## Życiorys
Podczas okupacji pracował jako robotnik w Dębicy. Uczęszczał na tajne komplety i w 1944 zdał maturę. Studia historyczne odbył w latach 1945-1948 na Uniwersytecie Jagiellońskim, a także ukończył (w 1949) Szkołę Nauk Politycznych przy Wydziale Prawa UJ. Od 1949 roku był pracownikiem tejże uczelni. Doktorat, obroniony w 1949 roku, pisał pod kierunkiem Kazimierza Piwarskiego.
Tytuł docenta uzyskał w 1955, a profesorem nadzwyczajnym mianowano go w 1966 roku. W 1974 roku został profesorem zwyczajnym. Od 1961 aż do emerytury (w 1995) kierował Zakładem Najnowszej Historii Polski. Wykładał także w Wyższej Szkole Pedagogicznej w Krakowie oraz w Wyższej Szkole Ekonomiczno-Humanistycznej w Bielsku-Białej.
Specjalizował w dziejach Polski nowożytnej i nowoczesnej. Był także autorem publikacji na temat dziejów Krakowa i UJ. Sprawował długoletnie członkostwo w Komitecie Redakcyjnym kwartalnika KC PZPR „Z Pola Walki”, w którym publikowano artykuły na temat historii polskiego i międzynarodowego ruchu robotniczego i komunistycznego. Od lat 60. kierował też redakcją „Studiów Historycznych”. Był przewodniczącym Okręgowej Komisji Badania Zbrodni Hitlerowskich w Krakowie. Na UJ sprawował funkcje prorektora i dyrektora Instytutu Historii.
Pochowany został na cmentarzu parafialnym w Krzeszowicach.

## Wybrane publikacje
- Historia Polski 1864–1948, Warszawa 1978 (kolejne wydania: II – 1979, III – 1980, IV – 1982, V – 1983, VI – 1984, VII – 1984, VIII – 1984, IX – 1985, X – 1986, XI – 1987, XII – 1988, XIII – 1989)[3].
- Ruch socjalistyczny w Krakowie 1890–1914 na tle ruchu robotniczego w zachodniej Galicji, Kraków 1961[3].
- Sejmowa reforma wyborcza w Galicji 1905–1914[3].
- Oblicze społeczno-polityczne Uniwersytetu Jagiellońskiego w dobie autonomii galicyjskiej 1869–1914[3].
- Galicja 1859–1914, Polski Piemont?, Warszawa 1989.
- Od niewoli do niepodległości: (1864–1918), Kraków 2000. (Podręcznik w ramach serii: Wielka Historia Polski wydawnictwa Forga, t. 8).
- Austria-Polska. 1000 lat kontaktów (wyd. polsko-niemieckie) – współautor Walter Leitsch.
- Polacy w parlamencie wiedeńskim 1848–1918, Warszawa 1996.
- Galicja i jej dziedzictwo (współautor Włodzimierz Bonusiak).
- Uroczystości kazimierzowskie na Wawelu w roku 1869, Kraków 1970.
- Oświęcim – hitlerowski obóz masowej zagłady, Warszawa 1984. (II wyd.: Oświęcim: hitlerowski obóz masowej zagłady, Warszawa 1987).
- Józef Piłsudski w Krakowie: 1896–1935, Kraków 1990.

## Odznaczenia i nagrody
- Krzyż Komandorski Orderu Odrodzenia Polski (1984)
- Krzyż Kawalerski Orderu Odrodzenia Polski
- Złoty Krzyż Zasługi (1956)
- Medal Komisji Edukacji Narodowej
- Odznaka tytułu honorowego „Zasłużony Nauczyciel Polskiej Rzeczypospolitej Ludowej”
- Medal Rodła (1990)
- Złota Odznaka za Pracę Społeczną dla Miasta Krakowa (1972)
- Złota Odznaka za Zasługi dla Zakopanego (1980)
- Medal Pamiątkowy XXX-lecia Wymiaru Sprawiedliwości (1974)
- Medal 50-lecia Komisji Badania Zbrodni przeciwko Narodowi Polskiemu (1995)[7]
- Nagroda zespołowa „Trybuny Ludu” (1986) za I tom książki "Historia polskiego ruchu robotniczego do 1880 roku"[8]
- Nagroda im. Ludwika Waryńskiego (1987) za monografię "Dzieje ruchu robotniczego w Galicji Zachodniej (1848-1918)" (Wydawnictwo Literackie, Kraków, 1986)[9]